# Deauville la mort
Deauville la mort est un ouvrage de Marguerite Duras, publié à titre posthume en 2014, aux éditions de l'Herne. Il s'agit d'un recueil de textes préalablement parus en 2005 dans le Cahier de l'Herne consacré à Marguerite Duras. 
Deauville la mort rassemble de courts textes, pour la plupart inédits : « Deauville la mort », qui donne son titre au recueil et qui est consacré à Deauville, « Les petits pieds de la Chine » et « Monsieur Desbaresdes » deux courtes nouvelles, « Claire Deluca », portrait de l'actrice éponyme, « Gradiva », un synopsis écrit avec Gérard Jarlot, « Publicité pour la bière Pelforth », un texte publicitaire, « Viens, le merle moqueur », un ensemble de chansons, « Arguments pour ballets » et « Sublime, forcément sublime Christine V. », article concernant l'affaire Grégory. Ces textes sont suivis d'une partie intitulée « Témoignages des comédiens », dans laquelle s'exprime Fanny Ardant, Bulle Ogier, Claire Deluca, Catherine Sellers et Gérard Desarthe.

## Éditions
- Marguerite Duras, Deauville la mort, éditions de l'Herne, 2014, 136 p.  (ISBN 9782851972866)